# Portugal au Concours Eurovision de la chanson 2023
Le Portugal est l'un des trente-sept pays participant au Concours Eurovision de la chanson 2023, qui se tient du 9 au 13 mai 2023 à Liverpool au Royaume-Uni. Le pays est représenté par Mimicat et sa chanson Ai coração, sélectionnées lors du Festival da Canção 2023. Le pays se classe 23e avec 59 points lors de la finale.

## Sélection
Le Portugal confirme sa participation au Concours le 2 septembre 2023, et confirme par la même occasion la reconduction du Festival da Canção comme méthode de sélection, ainsi que l'ouverture de l'appel à candidatures.

Le Festival consistera en deux demi-finales, diffusées les samedis 25 février et 4 mars 2023, et une finale, diffusée le samedi 11 mars.

### Format
20 chansons participent au Festival, réparties dans deux demi-finales de dix chansons chacune.

Les résultats des demi-finales sont déterminées en deux tours de vote: lors du premier tour, cinq chansons sont qualifiées par une combinaison à 50/50 des votes du jury et du public portugais, tandis qu'une sixième chanson est repêchée par les seuls votes du public lors du second tour. 

La finale se déroule donc avec douze chansons, les six qualifiées de chaque demi-finale. Les résultats de celle-ci sont là aussi déterminés par une combinaison à 50/50 des votes du jury et de ceux du public,.

### Participants
Quinze des vingt chansons participantes sont invitées par RTP à prendre part au Festival. Les cinq autres sont issues de l'appel à candidatures, ouvert le 2 septembre et clos le 21 octobre 2022, auquel 667 chansons ont été soumises au télédiffuseur,. La liste des participants est révélée par RTP le 9 novembre 2022, tandis que les chansons sortent le 19 janvier 2023, accompagnées de vidéos avec les paroles sur YouTube,.
| Artiste                      | Titre               | Langue    | Auteur(s) |
| ---------------------------- | ------------------- | --------- | --- |
| April Ivy                    | Modo voo            | Portugais | Mariana Gonçalves, João Maia Ferreira, Francisco Santos, Manuel Morgado, Ricardo Moreira, Matheus Paraízo, Francisco Andrade |
| Bandua                       | Bandeiras           | Portugais | Bernardo Adário, Edgar Valente                                                                                               |
| Bárbara Tinoco               | Goodnight           | Anglais   | Bárbara Tinoco, Mateus Seabra                                                                                                |
| Bolha                        | Sonhos de liberdade | Portugais | Jacinta, Joana Gil |
| Churky                       | Encruzilhada        | Portugais | Churky |
| Cláudia Pascoal              | Nasci Maria         | Portugais | Cláudia Pascoal |
| Dapunksportif                | World Needs Therapy | Anglais   | João Guincho, Paulo Franco                                                                                                   |
| Edmundo Inácio               | A festa             | Portugais | Edmundo Inácio |
| Esse Povo                    | Sapatos de cimento  | Portugais | Quim Albergaria |
| Inês Apenas                  | Fim do mundo        | Portugais | Inês Apenas |
| Ivandro                      | Povo                | Portugais | Ivandro |
| Lara Li                      | Funâmbula           | Portugais | André Henriques |
| Mimicat                      | Ai coração          | Portugais | Marisa Mena, Luís Pereira |
| Moyah                        | Too Much Sauce      | Anglais   | Moyah, Kensaye, Miguel Gutierrez                                                                                             |
| Neon Soho                    | Endless World       | Anglais   | Neon Soho |
| SAL                          | Viver               | Portugais | Sérgio Pires, SAL |
| Teresinha Landeiro           | Enquanto é tempo    | Portugais | Pedro de Castro, Teresinha Landeiro                                                                                          |
| The Happy Mess               | O impossível        | Portugais | João Pascoal, Afonso Carvalho, Miguel Ribeiro, Paulo Mouta Pereira, Bruno Vieira Amaral                                      |
| Voodoo Marmalade             | Tormento            | Portugais | Voodoo Marmalade |
| You Can't Win, Charlie Brown | Contraste mudo      | Portugais | Afonso Cabral, David Santos, João Gil, Pedro Branco, Salvador Menezes, Tomás Sousa                                           |

1. 1 2 3 4 5  Chanson sélectionnée via l'appel à candidatures.

### Demi-finales

#### Demi-finale 1
La première demi-finale est diffusée le 25 février 2023 et est présentée par José Carlos Malato et Tânia Ribas de Oliveira, avec Inês Lopes Gonçalves dans la green room.
À la suite d'un problème technique touchant leur ligne téléphonique et les empêchant de bénéficier d'un télévote équitable, le groupe Esse Povo s'est vu attribuer une place en finale.
- Qualifié au premier tour par le jury et le télévote
- Qualifié au second tour par le télévote seul
- Qualifié à la suite d'un problème technique

| Ordre | Artiste                      | Chanson             | Premier tour | Premier tour | Premier tour | Premier tour | Second tour | Second tour |
| Ordre | Artiste                      | Chanson             | Jury         | Télévote     | Total        | Place        | Télévote    | Place       |
| ----- | ---------------------------- | ------------------- | ------------ | ------------ | ------------ | ------------ | ----------- | ----------- |
| 1     | Moyah                        | Too Much Sauce      | 3            | 2            | 5            | 8            | 10,32%      | 4           |
| 2     | Bolha                        | Sonhos de liberdade | 2            | 4            | 6            | 7            | 17,30%      | 2           |
| 3     | April Ivy                    | Modo voo            | 1            | 3            | 4            | 9            | 16,80%      | 3           |
| 4     | Churky                       | Encruzilhada        | 5            | 10           | 15           | 5            | —           | —           |
| 5     | Cláudia Pascoal              | Nasci Maria         | 12           | 8            | 20           | 1            | —           | —           |
| 6     | SAL                          | Viver               | 8            | 7            | 15           | 4            | —           | —           |
| 7     | Mimicat                      | Ai coração          | 7            | 12           | 19           | 2            | —           | —           |
| 8     | You Can't Win, Charlie Brown | Contraste mudo      | 10           | 5            | 15           | 3            | —           | —           |
| 9     | Neon Soho                    | Endless World       | 6            | 6            | 12           | 6            | 55,58%      | 1           |
| 10    | Esse Povo                    | Sapatos de cimento  | 4            | —            | —            | —            | —           | —           |

#### Demi-finale 2
La première demi-finale est diffusée le 4 mars 2023 et est présentée par Jorge Gabriel et Sónia Araújo, avec Inês Lopes Gonçalves dans la green room.
| Ordre | Artiste            | Chanson             | Premier tour | Premier tour | Premier tour | Premier tour | Second tour | Second tour |
| Ordre | Artiste            | Chanson             | Jury         | Télévote     | Total        | Place        | Télévote    | Place       |
| ----- | ------------------ | ------------------- | ------------ | ------------ | ------------ | ------------ | ----------- | ----------- |
| 1     | Edmundo Inácio     | A festa             | 10           | 7            | 17           | 1            | —           | —           |
| 2     | The Happy Mess     | O impossível        | 3            | 6            | 9            | 8            | 15,56%      | 5           |
| 3     | Teresinha Landeiro | Enquanto é tempo    | 7            | 5            | 12           | 6            | 18,70%      | 4           |
| 4     | Bandua             | Bandeiras           | 4            | 3            | 7            | 9            | 19,10%      | 3           |
| 5     | Bárbara Tinoco     | Goodnight           | 12           | 1            | 13           | 4            | —           | —           |
| 6     | Inês Apenas        | Fim do mundo        | 6            | 8            | 14           | 3            | —           | —           |
| 7     | Ivandro            | Povo                | 8            | 4            | 12           | 5            | —           | —           |
| 8     | Dapunksportif      | World Needs Therapy | 2            | 10           | 12           | 7            | 26,83%      | 1           |
| 9     | Lara Li            | Funâmbula           | 1            | 2            | 3            | 10           | 19,81%      | 2           |
| 10    | Voodoo Marmalade   | Tormento            | 5            | 12           | 17           | 2            | —           | —           |

### Finale
La finale est diffusée le samedi 11 mars 2023 et est présentée par Filomena Cautela et Vasco Palmeirim, toujours avec Inês Lopes Gonçalves dans la green room.
- Première place
- Deuxième place
- Troisième place
- Dernière place

| Ordre | Artiste                      | Titre               | Jury (50%) | Jury (50%) | Télévote (50%) | Télévote (50%) | Total | Place |
| ----- | ---------------------------- | ------------------- | ---------- | ---------- | -------------- | -------------- | ----- | ----- |
| 1     | Cláudia Pascoal              | Nasci Maria         | 48         | 8          | 8,21%          | 4              | 12    | 3     |
| 2     | Churky                       | Encruzilhada        | 5          | 0          | 8,26%          | 5              | 5     | 9     |
| 3     | Esse Povo                    | Sapatos de cimento  | 30         | 4          | 2,82%          | 0              | 4     | 11    |
| 4     | Bárbara Tinoco               | Goodnight           | 27         | 3          | 8,58%          | 6              | 9     | 4     |
| 5     | You Can't Win, Charlie Brown | Contraste mudo      | 45         | 7          | 3,74%          | 0              | 7     | 8     |
| 6     | Voodoo Marmalade             | Tormento            | 5          | 0          | 9,02%          | 7              | 7     | 7     |
| 7     | Inês Apenas                  | Fim do mundo        | 26         | 2          | 4,55%          | 1              | 3     | 13    |
| 8     | Mimicat                      | Ai coração          | 66         | 12         | 19,33%         | 12             | 24    | 1     |
| 9     | Dapunksportif                | World Needs Therapy | 2          | 0          | 9,17%          | 8              | 8     | 6     |
| 10    | Neon Soho                    | Endless World       | 33         | 5          | 3,96%          | 0              | 5     | 10    |
| 11    | Ivandro                      | Povo                | 43         | 6          | 5,42%          | 3              | 9     | 5     |
| 12    | Edmundo Inácio               | A festa             | 66         | 12         | 12,24%         | 10             | 22    | 2     |
| 13    | SAL                          | Viver               | 10         | 1          | 4,70%          | 2              | 3     | 12    |

| Chanson             | Nord | Centre | Lisbonne | Alentejo | Algarve | Madère | Açores | Total | Points du jury |
| ------------------- | ---- | ------ | -------- | -------- | ------- | ------ | ------ | ----- | -------------- |
| Nasci Maria         | 3    | 7      | 10       | 8        | 8       | 6      | 6      | 48    | 8              |
| Encruzilhada        | 0    | 0      | 0        | 2        | 2       | 1      | 0      | 5     | 0              |
| Sapatos De Cimento  | 4    | 2      | 2        | 5        | 5       | 5      | 7      | 30    | 4              |
| Goodnight           | 2    | 5      | 5        | 7        | 6       | 2      | 0      | 27    | 3              |
| Contraste Mudo      | 7    | 4      | 7        | 4        | 12      | 10     | 1      | 45    | 7              |
| Tormento            | 0    | 1      | 0        | 0        | 1       | 0      | 3      | 5     | 0              |
| Fim Do Mundo        | 6    | 3      | 6        | 1        | 7       | 3      | 0      | 26    | 2              |
| Ai Coração          | 5    | 12     | 12       | 10       | 3       | 12     | 12     | 66    | 12             |
| World Needs Therapy | 0    | 0      | 0        | 0        | 0       | 0      | 2      | 2     | 0              |
| Endless World       | 10   | 8      | 3        | 3        | 0       | 4      | 5      | 33    | 5              |
| Povo                | 12   | 6      | 4        | 6        | 4       | 7      | 4      | 43    | 6              |
| A Festa             | 8    | 10     | 8        | 12       | 10      | 8      | 10     | 66    | 12             |
| Viver               | 1    | 0      | 1        | 0        | 0       | 0      | 8      | 10    | 1              |

La 57e édition du Festival da Canção est donc remportée par Mimicat, qui défendra donc sa chanson Ai coração sur la scène de l'Eurovision 2023, à Liverpool au Royaume-Uni.

## À l'Eurovision
Le Portugal participera à la première moitié de la première demi-finale, le mardi 9 mai. Il s'y classe 9e avec 74 points, se qualifiant donc pour la finale. Lors de celle-ci, il termine à la 23e place avec 59 points.